# Duncanville

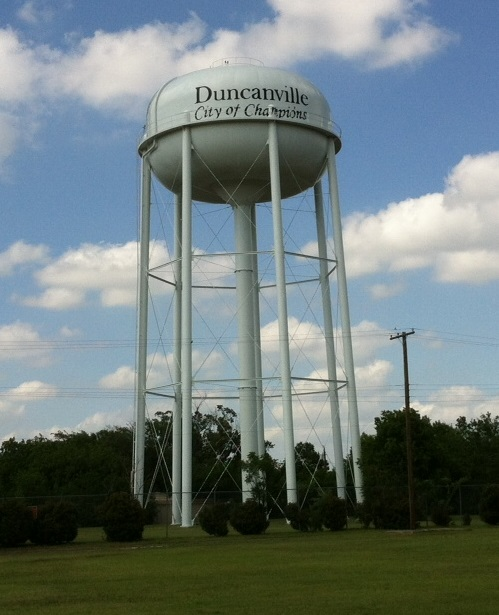
Przydomkiem miasta jest City of Champions

Duncanville – miasto w Stanach Zjednoczonych, w stanie Teksas, w obszarze metropolitalnym Dallas. Według danych z 2023 liczy 38,9 tys. mieszkańców.

## Demografia
Miasto jest silnie zróżnicowane rasowo, gdzie 42,1% mieszkańców to Latynosi, 32,4% czarni lub Afroamerykanie, 22,2% białe społeczności nielatynoskie, 11% jest rasy mieszanej, 1,7% to Azjaci i 1% to rdzenna ludność Ameryki.  